# Astragalus sachanewii
Astragalus sachanewii är en ärtväxtart som beskrevs av Sirj. Astragalus sachanewii ingår i släktet vedlar, och familjen ärtväxter. Inga underarter finns listade i Catalogue of Life.